# تورلف رافتو
تورُف رافتو (نروژی: Thorolf Rafto؛ ۶ ژوئیهٔ ۱۹۲۲ – ۴ نوامبر ۱۹۸۶)، فعال حقوق بشر، اقتصاددان، و استاد تاریخ اقتصاد در مدرسه عالی بازرگانی نروژ در برگن نروژ بود.
بنیاد حقوق بشر رافتو برای قدرشناسی از او، و الهام‌بخش تلاش‌هایش تأسیس شد.